# Robert Sinclair Hunter
Robert Sinclair „Bob“ Hunter (* 27. April 1904 in Kaslo, British Columbia; † 25. März 1950 in Orange County, Kalifornien) war ein kanadischer Ruderer, der 1924 Olympiazweiter mit dem Achter war.
Robert Sinclair Hunter ruderte für die Varsity Blues, das Sportteam der University of Toronto. Der Achter aus Toronto belegte im Vorlauf der Olympischen Spiele 1924 in Paris den zweiten Platz hinter dem Achter der Yale University, der die Vereinigten Staaten vertrat. Die drei Boote, die ihren Vorlauf gewonnen hatten, erreichten das Finale, zusätzlich traten die Kanadier als Sieger des Hoffnungslaufs im Finale an. Im Finale siegte der Yale-Achter mit über 15 Sekunden Vorsprung vor den Kanadiern, dahinter gewannen die Italiener die Bronzemedaille.
Hunter graduierte 1925. Er wurde später Rudertrainer beim Leander Club in Hamilton, Ontario. Unter anderem betreute er die kanadischen Achter bei den Olympischen Spielen 1932 und 1936. 1933 erschien sein Buch Rowing in Canada since 1848.